# Caatinga
La caatinga (del tupí-guaraní: caa (bosc) + tinga (blanc) = bosc blanc) és un bioma que només es troba al Brasil.
La caatinga ocupa una superfície d'uns 734.478 km², prop de l'11% del Brasil, englobant de forma contínua part dels estats brasilers de Maranhão, Piauí, Ceará, Rio Grande do Norte, Paraíba, Pernambuco, Alagoas, Sergipe, Bahia i part del nord de Minas Gerais (Sud-est del Brasil).
Presenta la vegetació típica del semidesert. Les plantes perden les fulles durant l'estació seca. Antigament es creia que la caatinga era el resultat de la degradació de formacions vegetals més exuberants com són la dels boscos amazònics.
La vegetació de la caatinga està adaptada a l'aridesa i és per tant de tipus xeròfil. De tant en tant hi ha períodes de secada
En aquest bioma hi ha registrades unes 1.000 espècies de flora i s'estima que n'hi ha el doble o el triple encara no registrades.
La caatinga és principalment una zona arbustiva seca i un bosc espinós, la forma principalment un bosc baix d'arbres amb espines i caducifolis en l'època seca. Els cactus, plantes de tija gruixuda, arbusts espinosos i herbes adaptades a la sequedat formen la capa sota els arbres. Moltes plantes creixen, floreixen i moren durant la breu estació humida.
La caatinga inclou alguns enclavaments de bosc tropical humit.
Hi viuen uns 15 milions de persones i la població es considera que és de les més pobres del Brasil. En agricultura el llarg període de secada la limita molt i només hi ha algunes poques zones de regadiu com la de la vall del riu São Francisco. però la majoria de la població no se'n beneficia en quedar les concessions d'aigua en mans de grans companyies.

## Clima
Només hi ha dues estacions, hivern, que és calent i sec, i estiu, que és calent i plujós. Els sòls, en el màxim de calor, poden arribar als 60 °C. Cap a finals de desembre comença l'estació plujosa i el paisatge passa d'un aspecte gris i desèrtic a ser verd durant uns pocs dies. Les plantes creixen i els arbres tornen a tenir fulles a la vegada que els rius tornen a portar aigua.

## Flora
Hi ha moltes palmeres que tenen importància econòmica. S'utilitza també la lauràcia carandaí i altres arbres com Anadenanthera macrocarpa, Ziziphus joazeiro, Amburana cearensis, Astronium fraxinifolium, Astronium urundeuva, Tabebuia impetiginosa, Tabebuia caraiba,  Schinopsis brasiliensis, Cedrela odorata, Dalbergia variabilis, Didymopanax morototoni i Pithecellobium polycephalum.

## Fauna
Pel que fa a la fauna, està depauperada amb poca densitat d'individus i poques espècies endèmiques malgrat això s'han identificat 17 espècies d'amfibis, 44 de rèptils, 695 d'aus i 120 de mamífers, sobre un total de 876 espècies d'animals vertebrats.
Entre els ocells hi ha Anodorhynchus leari, Cyanopsitta spixii, i Xiphocolaptes falcirostris.

## Degradació ambiental
L'explotació del territori s'ha fet des de la colonització d'una forma merament extractiva que degrada i altera el territori i només un 0,28% de la caatinga es troba protegida oficialment.
Per això hi ha moltes espècies considerades com a amenaçades.